# جان راوچ
جان راوچ (انگلیسی: Jon Rauch؛ زادهٔ ۲۷ سپتامبر ۱۹۷۸) بازیکن بیس‌بال اهل ایالات متحده آمریکا بود.